# Wang Yi (Xin-dynastie)

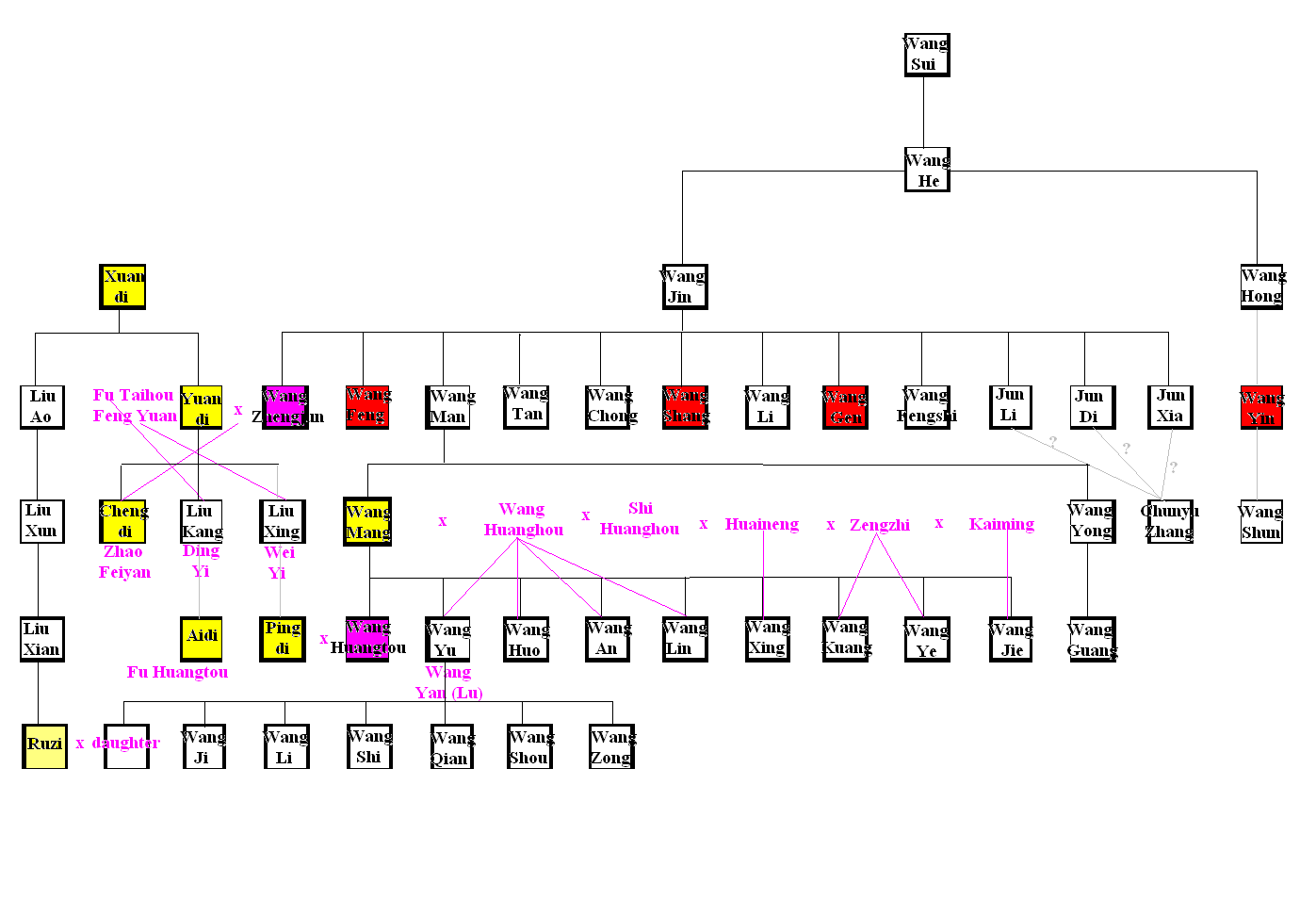
Stamboom van de familie Wang

Wang Yi (†23 na Chr.) was een Chinese functionaris, een neef van de Chinese keizer Wang Mang en een zoon van Wang Shang, een jongere halfbroer van keizerin-weduwe Wang Zhengjun. Net als zijn jongere broer, Wang Qi, behoorde hij zo tot de familie die aan het einde van de Westelijke Han-dynastie en onder de Xin-dynastie de feitelijke politieke macht bezat. Wang Yi wordt gerekend tot de trouwste aanhangers van Wang Mang en kwam in 23 tijdens de strijd die tot zijn afzetting leidde, samen met hem om het leven.

## Biografie
In 6 v.Chr. ontving Wang Yi van keizer Ai (r.7-1 v.Chr.) de titel 'markies van Chengdu' (Chengdu hou, 成都侯). Later werd hij beschuldigd van het vervalsen van een bevel van Wang Zhengjun, de Verheven keizerin-weduwe, waarin keizer Ai werd verzocht de carrière van Wang Mang een extra impuls te geven. Wang Yi werd gedegradeerd en verloor een deel van zijn markiezaat. Na bemiddeling van Yang Xuan (楊宣) werd hij weer gerehabiliteerd.
Een opstand onder leiding van Zhai Yi (翟義, gouverneur van Dong commanderie, in het huidige Henan, Hebei en Shandong) werd in opdracht van Wang Mang in 7 na Chr. door Wang Yi, samen met zijn jongere broer Wang Qi neergeslagen. Samen versloegen zij ook een daaropvolgende opstand onder Zhao Ming (趙明) en Huo Hong (霍鴻).
Na de proclamatie van Wang Mang tot keizer in het jaar 9 ontving Wang Yi de titel 'Hertog van Longxin' (隆新公, Longxin gong). Tegelijkertijd werd hij 'Minister van Werkzaamheden' (司空, Sikong) en behoorde zo tot een van de 'Drie Excellenties' (三公, Sangong), de drie hoogste functionarissen van het rijk. Hoewel zijn broer, Wang Qi, rond 10 op bevel van Wang Mang werd terechtgesteld, bleef Wang Yi tot het einde loyaal aan Wang Mang. Rond 14 begon Wang Mang met voorbereidingen om uiteindelijk de hoofdstad te verplaatsen van Chang'an naar Luoyang. Wang Yi werd verantwoordelijk gemaakt voor de bouwplannen van een nieuwe vooroudertempel. Door de onrust tijdens de laatste periode van zijn regering vond de verhuizing nooit plaats. Wel werden in 22 ten zuiden van Chang'an negen tempels voor voorouders van Wang Mang voltooid. Als beloning ontving Wang Yi het bedrag van tien miljoen cash.
Bij het begin van de opstand van de Rode Wenkbrauwen in 22 kregen twee van de 'Drie Excellenties' militaire taken toegewezen. Wang Yi nam de politieke taken van de twee andere Excellenties over, tot hij begin 23 bevelhebber werd van een leger van 430.000 soldaten. Verder kreeg hij de bevoegdheid om besluiten te nemen zonder overleg vooraf met Wang Mang. Dit voorrecht verschafte Liu Yi een uitzonderlijke machtspositie, maar maakte ook de zwakke militaire positie van Wang Mang op dat moment duidelijk. Op 7 juli 23 werd zijn leger tijdens de slag bij Kunyang vernietigend verslagen. Uit angst voor persoonlijke gevolgen sloeg Wang Yi op de vlucht. Wang Mang riep hem echter terug en benoemde hem niet alleen tot opperbevelhebber (大司馬, Da Sima), maar wees hem, bij gebrek aan eigen erfgenamen zelfs aan als zijn kroonprins. De positie van Wang Mang bleek hopeloos toen begin oktober 23 zijn laatste bolwerk, Chang'an, werd veroverd. Wang Mang had zich met ongeveer duizend vertrouwelingen teruggetrokken in de jiantai (漸臺), een toren met terras omgeven door water binnen de muren van het keizerlijk paleis. Onder hen bevonden zich ook Wang Yi en diens zoon Wang Mu. De toren werd na man-tegen-mangevechten op 6 oktober 23 veroverd, waarbij Wang Mang met al zijn volgelingen om het leven kwam, inclusief Wang Mu en Wang Yi.